# IZM
IZM (hangul: 이즘; rr: Ijeum) é uma revista sul-coreana de publicação online, que abrande conteúdo relacionado a música, com resenhas de música pop, artigos e entrevistas de artistas. Foi fundada em agosto de 2001, pelo crítico musical Im Jin-mo e editada pelo crítico musical Yeo In-hyub.